# Conde de Sarzedas
Conde de Sarzedas é um título nobiliárquico criado por D. Filipe III de Portugal, por Decreto de 31 de Outubro de 1630, em favor de D. Rodrigo Lobo da Silveira, antes 6.º Senhor de Sarzedas de juro e herdade.
Titulares
1. D. Rodrigo Lobo da Silveira, 6.º Senhor de juro e herdade e 1.º Conde de Sarzedas;
2. D. Luís Lobo da Silveira, 2.º Conde de Sarzedas;
3. D. Rodrigo Lobo da Silveira da Silva Teles, 3.º Conde de Sarzedas;
4. D. Teresa Marcelina da Silveira, 4.ª Condessa de Sarzedas;
5. Bernardo José Maria da Silveira e Lorena, 5.º Conde de Sarzedas;
6. Bernardo Heitor da Silveira e Lorena, 6.º Conde de Sarzedas;
7. Francisco de Assis da Silveira e Lorena, 7.º Conde de Sarzedas;
8. José Maria da Silveira e Lorena, 8.º Conde de Sarzedas.

Após a Implantação da República Portuguesa, e com o fim do sistema nobiliárquico, usaram o título: 
1. Carlos Armando da Silveira e Lorena, 9.º Conde de Sarzedas;
2. Emanuel Leopoldo Rebocho da Silveira e Lorena, 10.º Conde de Sarzedas.